# Giorgi Gagua
Giorgi Gagua (in georgiano გიორგი გაგუა?; Tbilisi, 10 ottobre 2001) è un calciatore georgiano, attaccante del DAC Dunajská Streda.

## Carriera

### Club
Cresciuto nelle giovanili di Dinamo Tbilisi e Merani Tbilisi, nel 2019 è stato acquistato dall'Alavés che lo ha assegnato alla propria formazione Under-19. A partire dalla stagione 2020-2021 è stato promosso nell'Alavés B dove ha debuttato il 1º novembre nell'incontro di Segunda División B (quarta divisione spagnola); ha segnato il suo primo gol il 18 novembre contro il Real Unión.
L'8 agosto 2022 è stato ceduto in prestito per una stagione al Real Unión, dove ha trascorso una stagione nella terza divisione spagnola disputando 24 incontri conditi da 2 reti in incontri di campionato; rientrato all'Alavés, ha disputato la stagione 2023-2024 con la formazione riserve, in quinta divisione, per poi passare nell'estate del 2024 all'Istria 1961, club della prima divisione croata, con il quale durante la stagione 2024-2025 totalizza 28 presenze e 3 reti in incontri di campionato.
Il 24 luglio 2025 è stato acquistato a titolo definitivo dal DAC Dunajská Streda, club della prima divisione slovacca.

### Nazionale
Ha giocato con le nazionali giovanili georgiane Under-17, Under-19 ed Under-21.
Il 15 giugno 2023 è stato convocato dalla nazionale Under-21 georgiana per disputare il campionato europeo di categoria.

## Statistiche

### Presenze e reti nei club
Statistiche aggiornate al 11 agosto 2025.
| Stagione        | Squadra             | Campionato      | Campionato | Campionato | Coppe nazionali | Coppe nazionali | Coppe nazionali | Coppe continentali | Coppe continentali | Coppe continentali | Altre coppe | Altre coppe | Altre coppe | Totale | Totale | Totale |
| Stagione        | Squadra             | Comp            | Pres       | Reti       | Comp            | Pres            | Reti            | Comp               | Pres               | Reti               | Comp        | Pres        | Reti        | Pres   | Reti   |        |
| --------------- | ------------------- | --------------- | ---------- | ---------- | --------------- | --------------- | --------------- | ------------------ | ------------------ | ------------------ | ----------- | ----------- | ----------- | ------ | ------ | ------ |
| 2020-2021       | Alavés B            | SDB             | 25         | 6          | -               | -               | -               | -                  | -                  | -                  | -           | -           | -           | 25     | 6      |        |
| 2021-2022       | Alavés B            | SDR             | 30         | 7          | -               | -               | -               | -                  | -                  | -                  | -           | -           | -           | 30     | 7      |        |
| 2022-2023       | Real Unión          | PF              | 24         | 2          | CR              | 1               | 0               | -                  | -                  | -                  | CF          | 3           | 0           | 28     | 2      |        |
| 2023-2024       | Alavés B            | TF              | 25         | 3          | -               | -               | -               | -                  | -                  | -                  | -           | -           | -           | 25     | 3      |        |
| Totale Alavés B | Totale Alavés B     | Totale Alavés B | 80         | 16         |                 | -               | -               |                    | -                  | -                  |             | -           | -           | 80     | 16     |        |
| 2024-2025       | Istria 1961         | HNL             | 28         | 3          | CC              | 2               | 0               | -                  | -                  | -                  | -           | -           | -           | 30     | 3      |        |
| 2025-2026       | DAC Dunajská Streda | SL              | 1          | 0          | CS              | 0               | 0               | -                  | -                  | -                  | -           | -           | -           | 1      | 0      |        |
| Totale carriera | Totale carriera     | Totale carriera | 133        | 21         |                 | 3               | 0               |                    | -                  | -                  |             | 3           | 0           | 139    | 21     |        |